# Дыдыч, Антоний
Антоний Пацифик Дыдыч (пол. Antoni Pacyfik Dydycz; 24 августа 1938, д. Серпелице, Лосицкий повят, Польша) — епископ Католической церкви, на протяжении 20 лет (1994—2014) возглавлявший епархию Дрохичина. Состоит в монашеском ордене францисканцев-капуцинов (OFMCap).

## Биография
В 1954 году вступил в новициат ордена капуцинов в Ломже, в 1957—1963 годах учился в местной семинарии, принадлежащей капуцинам. 26 августа 1961 года принёс вечные обеты в ордене. По окончании семинарии был рукоположён в священники 29 июня 1963 года.
Продолжал обучение в Католическом университете Люблина. В 1967—1976 годах был настоятелем капуцинского монастыря в г. Бяла-Подляска. С 1976 по 1982 год возглавлял польскую провинцию ордена.
20 июня 1994 года назначен епископом Дрохичина. Епископская хиротония состоялась 10 июля 1994 года, возглавлял её архиепископ Юзеф Ковальчик. 29 марта 2014 года подал в отставку из-за преклонного возраста, его преемником на кафедре Дрохичина стал Тадеуш Пикус.